# Humla kyrka
Humla kyrka är en kyrkobyggnad belägen i den norra delen av Ulricehamns kommun. Sedan 2006 tillhör kyrkan Redvägs församling (tidigare Humla församling) i Skara stift.

## Kyrkobyggnaden
Kyrkplatsen ligger på en grusås ovanför Ätradalen. Där fanns tidigare en tornlös medeltida stenkyrka som revs 1889. 
Nuvarande stenkyrka uppfördes åren 1889-1891 efter ritningar av arkitekt Fritz Eckert vid Överintendentsämbetet. Byggnaden i nyromansk stil består av långhus med nord-sydlig orientering. I norr finns ett femsidigt kor och i söder ett kyrktorn med ingång och vid långhusets västra sida finns en sakristia.
Kyrkans interiör har kvar sin ursprungliga inredning med tredingstak, öppna bänkar och en triumfbåge med språkband. Den ljusa färgsättningen tillkom emellertid under 1900-talet. En renovering genomfördes åren 1949-1950 efter program av arkitekt Ärland Noreen då elektrisk uppvärmning installerades och ersatte tidigare kaminer.

## Inventarier
Från medeltidskyrkan härstammar:
- Dopfunt av sandsten huggen under 1100-talet i två delar med höjden 93 cm. Upphovsman är stenmästaren Andreas, som är känd till namnet genom att han signerat två av sina dopfuntar: de som ursprungligen tillhört Gällstad och Finnekumla kyrkor, idag på Statens historiska museum. Cuppan är cylindrisk med skrånande undersida. På randen koncentriska, ritsade cirklar och på livet en ringkedjefris. Foten är rund med skrånande översida och upptill avslutad med en kraftig repstav samt därtill en spetsflikkrage och koncentriskt ritsade cirklar. Centralt uttömningshål. I cuppan finns en mindre skål av sandsten.[1]
- Madonnaskulptur med en tronande Maria från 1400-talet utförd i ek. Höjd 100 cm.
- Kalvariegrupp från 1400-talet som ingår i ett altarskåp från 1688. Gruppen var altaruppsats i den gamla kyrkan. Det restaurerades 1938.
- Nattvardskalken av delvis förgyllt nysilver har en fot med graverat krucifix från 1300-talet, medan övriga delar är yngre.
- En altarrelik och medeltida mynt påträffades vid rivningen av den gamla kyrkans altare. Reliken förvaras nu vid Statens historiska museum.

Från Dalums kyrka anskaffades 1949 predikstolen, som är tillverkad under 1800-talets första hälft.

### Orgel
Orgel är pneumatisk och tillverkad 1939 av Levin Johansson. Fasaden är stum och verket har tio stämmor fördelade på två manualer och pedal.

### Klockor
- Lillklockan är tillverkad 1889 och storklockan 1915, båda av Bergholtz klockgjuteri.
- Den tidigare storklockan, som var medeltida av romansk typ, inköptes 1914 av Statens historiska museum. Den har två skriftband, varav det ena är tomt och det andra har de fyra gånger valhänt ristade bokstäverna agla i spegelskrift. De åtskiljs av små hakkors. Man tror att förkortningen står för de hebreiska orden: Attah Gibbor L'olam Adonaj, vilket uttydes: Du är stark i evighet, o Herre.[3]

## Runsten
En runsten påträffades i grunden vid rivningen av den gamla kyrkan. Den är uppställd på kyrkogården. 

## Bilder

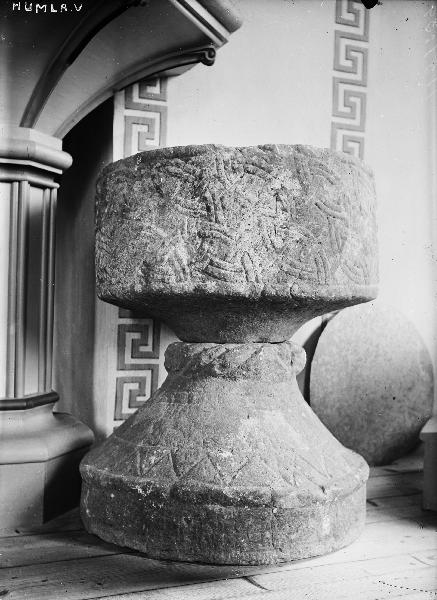
Dopfunten.
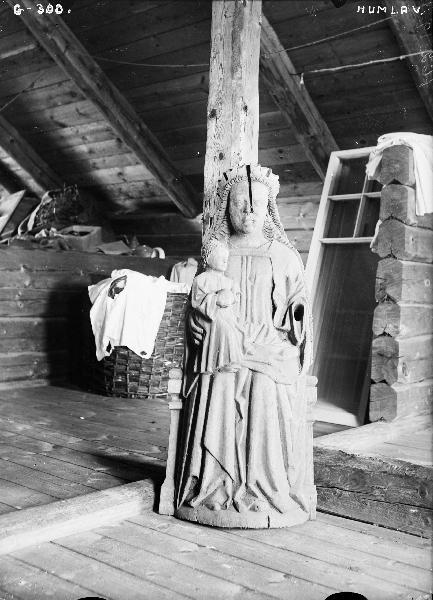
Madonnan.
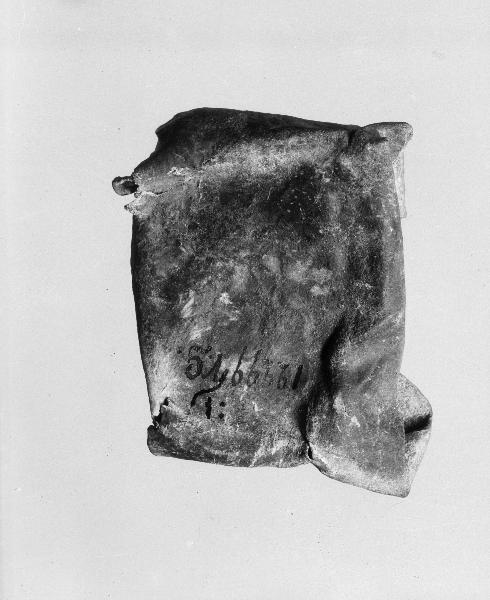
Del av relikgömma.